# 寺内石夫
寺内 石夫（てらうち いしお、1906年〈明治39年〉12月12日 - 1980年〈昭和55年〉1月10日）は、日本の実業家。「ファンビ寺内」の寺内株式会社創業者。参議院議員・学校法人近畿大学理事長の世耕弘成は孫。

## 経歴
兵庫県洲本市出身。銀蔵、ゑつの四男。1921年に学校を卒業し、15歳で東京の海渡商店（現・エトワール海渡）に商売の修業として丁稚奉公にでる。1932年に海渡大阪支店を設立する。
1947年に寺内株式会社を設立、社長に就任する。1951年に寺内通商、1958年にバイオレット産業、1964年にテリカ工芸を夫々設立、社長に推される。1966年に近畿大学短期大学部通信教育学科を卒業する。
また南久宝寺町一丁目商店会会長、近畿大学監事、大阪装粧品協同組合理事長、大阪商工会議所雑貨部副部会長、大阪市卸商連合会常任理事をつとめる。

## 人物
1962年、大阪府産業功労賞を受賞する。
趣味は野球、観劇、観賞。宗教は真言宗。兵庫県洲本市在籍で、住所は大阪市東区（現・中央区）南久宝寺町一丁目。

## 栄典
- 1969年3月 - 黄綬褒章[1][2]

## 家族・親族
寺内家
- 長女・基子（1939年 - 2022年[6]、世耕弘昭の妻）
- 長男[1]
- 二男[1]
- 三男[1]

親戚
- 長女の夫・世耕弘昭（近畿大学理事長）
- 長女の夫の兄・世耕政隆（医学博士、近畿大学総長・理事長、衆議院議員、参議院議員）